# Njemačka okupacija Estonije u Prvom svjetskom ratu
Njemačka okupacija Estonije odvila se tijekom posljednjih mjeseci Prvoga svjetskoga rata. Njemačka carska vojska započela je invaziju Estonije tako što je u razdoblju od 11. do 21. listopada 1917. okupirala Zapadnoestonsko otočje (est. Moonsund), kojemu su pripadali i veći otoci Saaremaa (Ösel), Hiiumaa (Dagö), i Muhu (Moon). Borbe na tlu Estonije nakratko su prekinute dok su trajali pregovori oko sporazuma iz Brest-Litovska, koji su propali u veljači 1918.
U pokušaju izvršavanja pritiska na boljševike i novu vlast u Rusiji, Nijemci su se 18. veljače 1918. iskrcali na estonsko kopno te 21. veljače 1918. krenuli prema Haapsaluu. Već su 22. veljače okupirali Valgu, a dva dana kasnije i Pärnu (Pernau), Viljandi (Fellin) i Tartu (Dorpat). Tallinn (Reval) okupiran je 25. veljače, a prodor njemačke vojske nastavio se sve do 4. ožujka 1918., kada je okupirana i Narva (Narwa), posljednji estonski grad koji je pao pod njemačku okupaciju. U tom je razdoblju njemačka okupacija dokinula kako djelovanje Privremene vlade Estonije, koja je 24. veljače 1918. proglasila potpunu neovisnost Estonije, tako i ono preostalih boljševičkih crvenogardejaca u Estoniji. Posljednji preostali crvenogardejci pobjegli su u Rusiju preko rijeke Narve 5. ožujka 1918. godine. 
General-pukovnik Adolf von Seckendorff ušao je u Tallinn 28. veljače 1918. Von Seckendorff je ranije bio na čelu njemačke vojne uprave koja je imala sjedište na okupiranim estonskim otocima. Nakon potpisivanja mirovnog sporazuma u Brest-Litovsku, boljševici su se odrekli svih teritorijalnih pretenzija nad Estonijom, čime su formalno prepustili Njemačkom Carstvu da potpuno anektira Estoniju ili da na tom području formira satelitsku državu, kao što je trebalo biti Ujedinjeno Baltičko Vojvodstvo. Ipak, Estonija je potpala pod vojnu upravu znanu kao Ober Ost (zajedno s Kurlandijom, Livonijom, Öselom i Rigom), koja je trajala do kraja rata u studenome 1918. Nakon odlaska njemačkih postrojbi, Estonija je postala nezavisna država, što je dodatno potvrđeno nakon rata protiv Rusije. 